# 3830 Trelleborg
3830 Trelleborg è un asteroide della fascia principale. Scoperto nel 1986, presenta un'orbita caratterizzata da un semiasse maggiore pari a 3,0317894 UA e da un'eccentricità di 0,1012829, inclinata di 9,64993° rispetto all'eclittica.